# Montville (Maine)
Montville es un pueblo ubicado en el condado de Waldo en el estado estadounidense de Maine. En el Censo de 2010 tenía una población de 1.032 habitantes y una densidad poblacional de 9,24 personas por km².

## Geografía
Montville se encuentra ubicado en las coordenadas 44°25′52″N 69°17′2″O / 44.43111, -69.28389. Según la Oficina del Censo de los Estados Unidos, Montville tiene una superficie total de 111.73 km², de la cual 110.49 km² corresponden a tierra firme y (1.11%) 1.24 km² es agua.

## Demografía
Según el censo de 2010, había 1.032 personas residiendo en Montville. La densidad de población era de 9,24 hab./km². De los 1.032 habitantes, Montville estaba compuesto por el 96.12% blancos, el 0.39% eran afroamericanos, el 0.1% eran amerindios, el 0.39% eran asiáticos, el 0% eran isleños del Pacífico, el 0.68% eran de otras razas y el 2.33% pertenecían a dos o más razas. Del total de la población el 2.23% eran hispanos o latinos de cualquier raza.